# Mike Muuss
Michael John Muuss (Iowa City, Iowa, 16 octobre 1958 - Maryland, 20 novembre 2000) est l'auteur de l'utilitaire gratuit Ping ainsi que du programme TTCP. 
Il est mort dans un accident de voiture en 2000.